# Jean-Yves Naouri
Pour les articles homonymes, voir Naouri.
Jean-Yves Naouri, né le 19 novembre 1959 à Bône (Algérie), est un homme d'affaires et chef d'entreprise français.
Il a été directeur général de Publicis Groupe et président exécutif de Publicis Monde de 2011 à 2014.

## Biographie
Jean-Yves Naouri est ancien élève (X1979) de l’Ecole Polytechnique et ingénieur en chef du Corps des mines.
Frère cadet de Jean-Charles Naouri, il est marié et père de trois enfants.
En 1987, il est nommé à la tête du service des Mines, puis rejoint le ministère de l’Industrie et du Commerce.
En 1991, il intègre le cabinet de Dominique Strauss-Kahn, ministre de l’Industrie et du Commerce, en tant que conseiller chargé de plusieurs secteurs industriels : métallurgie, chimie, pharmacie, santé, luxe, composants électroniques, électronique grand public, technologies de l’information. Il est aussi responsable des dossiers sécurité et environnement.
En 1993, il rejoint Publicis Groupe, où il fonde la filiale Publicis Consultants, spécialisée dans la communication institutionnelle, la communication de crise et le conseil. Il en est nommé associé-gérant en 1998, et devient parallèlement vice-président de Publicis Communication.
En novembre 2000, il est nommé président de Publicis Conseil, agence fondatrice du groupe dirigée par Marcel Bleustein-Blanchet puis, à partir de 1975, par Maurice Lévy.
En avril 2003, il est nommé regional chairman Northern Europe (Allemagne, Autriche, Suisse, Benelux, pays nordiques et pays baltes) du réseau Publicis, ainsi que country chairman pour Publicis Allemagne.
En avril 2004, il devient vice-président exécutif de Publicis chargé du programme Horizon, destiné à accroître l’efficacité de l’organisation du groupe, à l’issue de la fusion avec Bcom3 et de l'intégration de ce dernier.
En janvier 2005, ses responsabilités au sein du groupe sont étendues aux centres de ressources partagées dans le monde entier, ainsi qu’à la direction Informatique, la direction des achats, l’immobilier et les assurances.
En septembre 2006, il est nommé directeur général adjoint chargé des opérations et membre du P12 (comité exécutif) du groupe.
En décembre 2007, il est nommé membre du directoire de Publicis Groupe.
Il se voit attribuer de nouvelles responsabilités avec la supervision de Publicis Healthcare Communications Group-PHCG (juillet 2008), ainsi que celles des plateformes de production de Publicis Groupe (mai 2009).
En avril 2010, il est nommé directeur de Publicis Chine. En juin de la même année, il est nommé chief operating officer de Publicis Groupe.
En mars 2011, il est promu à la tête du réseau Publicis Monde en tant que président exécutif,. Mais en octobre 2013 il perd la responsabilité de Publicis Worldwide, remplacé alors par Arthur Sadoun. En juin 2014, selon une rumeur, il s'apprêterait à quitter Publicis, puis Publicis annonce en septembre 2014 que Jean-Yves Naouri quitte le directoire.